# Grębków (gromada)
Grębków – dawna gromada, czyli najmniejsza jednostka podziału terytorialnego Polskiej Rzeczypospolitej Ludowej w latach 1954–1972.
Gromady, z gromadzkimi radami narodowymi (GRN) jako organami władzy najniższego stopnia na wsi, funkcjonowały od reformy reorganizującej administrację wiejską przeprowadzonej jesienią 1954 do momentu ich zniesienia z dniem 1 stycznia 1973, tym samym wypierając organizację gminną w latach 1954–1972.
Gromadę Grębków z siedzibą GRN w Grębkowie utworzono – jako jedną z 8759 gromad – w powiecie węgrowskim w woj. warszawskim, na mocy uchwały nr VI/10/22/54 WRN w Warszawie z dnia 5 października 1954. W skład jednostki weszły obszary dotychczasowych gromad Grębków, Jabłonna, Kózki, Leśnogóra (z wyłączeniem Kol. Mroczki()), Ogródek, Podsusze, Stawiska i Żarnówka ze zniesionej gminy Grębków, obszar dotychczasowej gromady Polków-Sagały (z wyłączeniem kolonii Sagały) ze zniesionej gminy Wyszków oraz obszar dotychczasowej gromady Trzebucza ze zniesionej gminy Sinołęka w tymże powiecie. Dla gromady ustalono 27 członków gromadzkiej rady narodowej.
1 stycznia 1959 do gromady Grębków przyłączono kolonię Sinołęka z gromady Groszki Nowe w powiecie mińskim.
31 grudnia 1959 do gromady Grębków przyłączono wieś Suchodół ze znoszonej gromady Karczewiec w powiecie węgrowskim.
1 stycznia 1961 z gromady Grębków wyłączono kolonię Suchodół, włączając ją do gromady Wyszków w tymże powiecie.
Gromada przetrwała do końca 1972 roku, czyli do kolejnej reformy gminnej. 1 stycznia 1973 w powiecie węgrowskim reaktywowano gminę Grębków.